# Maria Tolkacheva
Maria Iourievna Tolkacheva (en russe : Мария Юрьевна Толкачёва) est une gymnaste rythmique russe, née le 8 août 1997 à Joukovski (Russie).

## Biographie
Maria Tolkacheva est sacrée championne olympique au concours des ensembles aux Jeux olympiques d'été de 2016 à Rio de Janeiro, avec ses coéquipières Vera Biriukova, Anastasia Bliznyuk, Anastasiia Maksimova et Anastasiia Tatareva.

## Palmarès

### Jeux olympiques
- Rio 2016
  -  médaille d'or au concours des ensembles par équipes

### Championnats du monde
- Izmir 2014
  -  médaille d'or en groupe 2 rubans + 3 ballons

- Stuttgart 2015
  -  médaille d'or au concours général en groupe
  -  médaille d'or en groupe 6 massues + 2 cerceaux
  -  médaille d'argent en groupe 5 rubans

- Pesaro 2017
  -  médaille d'or au concours général en groupe
  -  médaille d'or en groupe 3 ballons + 2 cordes
  -  médaille d'argent en groupe 5 cerceaux

- Sofia 2018
  -  médaille d'or au concours général en groupe
  -  médaille d'argent en groupe 3 ballons + 2 cordes

- Bakou 2019
  -  médaille d'or au concours général en groupe
  -  médaille d'or en groupe 3 ballons + 4 massues
  -  médaille de bronze en groupe 5 ballons

- Kitakyūshū 2021
  -  Médaille d'or par équipe.
  -  Médaille d'or au concours général en groupe.
  -  Médaille d'or en groupe 5 ballons.
  -  Médaille d'argent en groupe 3 cerceaux + 4 massues.

### Championnats d'Europe
- Bakou 2014
  -  médaille d'or au concours général en groupe
  -  médaille d'or en groupe 2 rubans + 3 ballons
  -  médaille d'argent en groupe 10 massues

- Holon 2016
  -  médaille d'or au concours général en groupe

- Guadalajara 2018
  -  médaille d'or au concours général par équipe
  -  médaille d'or au concours général en groupe
  -  médaille de bronze en groupe 5 cerceaux

### Jeux européens
- Bakou 2015
  -  médaille d'or au concours général en groupe
  -  médaille d'or en groupe 5 rubans

- Minsk 2019
  -  médaille d'or en groupe 5 ballons
  -  médaille de bronze au concours général en groupe